# Oxygraphis chrysocycla
Oxygraphis chrysocycla är en ranunkelväxtart som beskrevs av K. H. Rechinger. Oxygraphis chrysocycla ingår i släktet Oxygraphis och familjen ranunkelväxter. Inga underarter finns listade i Catalogue of Life.